# حركة داهوميان الديمقراطية
حركة داهوميان الديمقراطية (بالفرنسية: Mouvement Democratique Dahoméen)‏ كان حزبًا سياسيًا في داهومي الفرنسية.

## التاريخ
تم إنشاء الحزب في شمال داهومي بواسطة هوبير ماغا في عام 1951 باسم المجموعة العرقية في الشمال. كان ماغا سابقًا عضوًا في اتحاد داهوميان التقدمي الحاكم، ولكن تم تشجيعه للانفصال عن الحزب من قبل الحاكم الفرنسي المحلي روجر بيرتي.  حصل ماغا على دعم شعب باريبا، وفاز بأحد مقعدي داهومي في الجمعية الوطنية الفرنسية في انتخابات يونيو 1951. 
فاز الحزب بتسعة مقاعد من المقاعد البالغ عددها 32 ثانية في انتخابات الجمعية الإقليمية لعام 1952، وبرز كثاني أكبر فصيل بعد حزب داهومي الجمهوري. في عام 1953 غير اسمه ليصبح حركة داهوميان الديمقراطية.  أعيد انتخاب ماغا في الجمعية الوطنية الفرنسية في عام 1956.
تم تخفيض حصة الحزب إلى ستة مقاعد في انتخابات الجمعية الإقليمية لعام 1957، وفي أغسطس 1957 اندمج مع حزب مستقلي الشمال بقيادة بول داربو لتشكيل تجمع داهوميان الديمقراطي. 